# یواس‌اس ال‌اس‌تی-۷۰۱
یواس‌اس ال‌اس‌تی-۷۰۱ (به انگلیسی: USS LST-701) یک کشتی بود که طول آن ۳۲۸ فوت (۱۰۰ متر) بود. این کشتی در سال ۱۹۴۴ ساخته شد.